# Pandur (Baja, Mađarska)
Pandur (mađ. Alsópandur?) je današnja četvrt grada Baje, grada u jugoistočnoj Mađarskoj, nekadašnje samostalno selo.

## Zemljopisni položaj
Pandur je jedna od dijelova grada Baje koje su imale ime hrvatskog podrijetla. Po Panduru se zove obližnji riječni otok Pandurski otok. Selo je zbog učestalih poplava Dunava preseljeno u 19. st. na sigurniju lokaciju, zajedno sa selom Kakonjem.

## Upravna organizacija
Upravno pripada naselju Baji.
Poštanski broj je 6500.